# ラインハルトの森

ヘッセン州カッセル郡の地図。ラインハルトの森の大部分が赤いグーツベツィルク・ラインハルツヴァルトに含まれる

ラインハルトの森 (Reinhardswald) は広さ 200 km2、高さ 472.2 m までの中低山地で、ドイツヘッセン州カッセル郡のヴェーザーベルクラントに属す。このうち 183 km2が、市町村に属さないグーツベツィルク・ラインハルツヴァルトである。
グリム童話をはじめとする数多くの物語や伝説の故郷であるラインハルトの森は、特に『いばら姫（眠れる森の美女）』の城、ザーバブルク城で知られている。

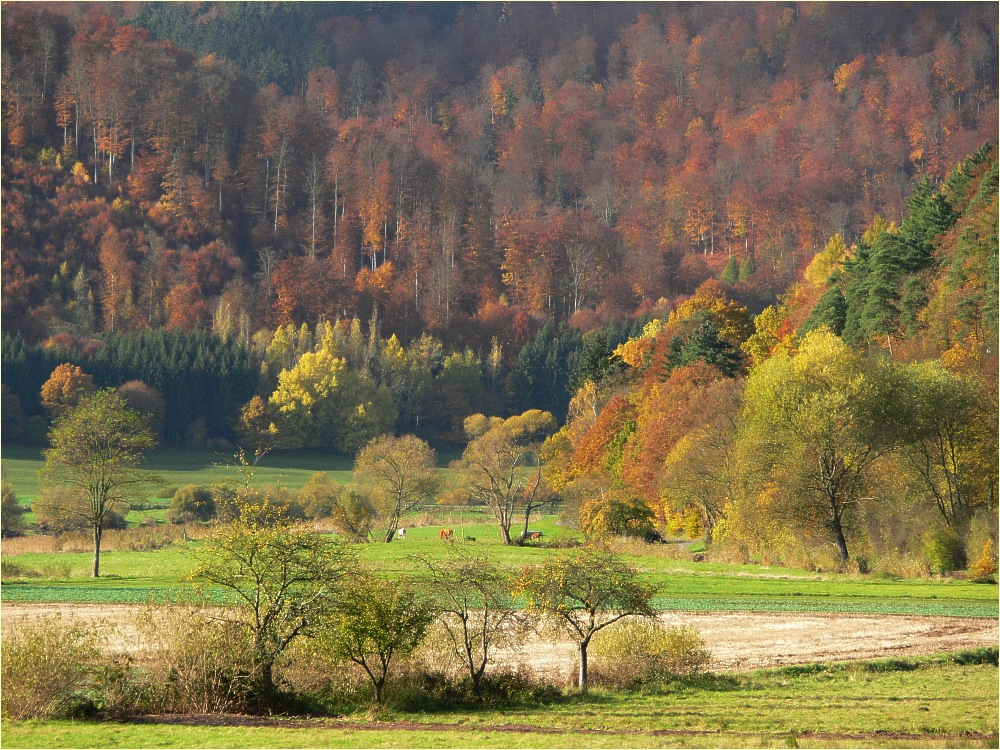
ラインハルトの森のヴェーザー渓谷

## 地理
ラインハルトの森は、北部ヘッセンの北、カッセルとバート・カールスハーフェンとの間、ハン・ミュンデンとホーフガイスマーとの間に位置している。この森は、北と東はヴェーザー川に、南東と南はフルダ川に面しており、この2本の川がニーダーザクセン州との州境を形成している。西はエッセ川、北西はディーメル川が境界となっている。ラインハルトの森は、いずれもヴェーザー川をはさんで、北はゾリンク、北東はキッフィンク、東はブラムヴァルトといった中低山地につながっている。南東はフルダ川をはさんでカウフンゲンの森につながる。ラインハルトの森から南西の遠くないカッセル盆地の上にはハービヒツヴァルトがそびえている。

## 概要

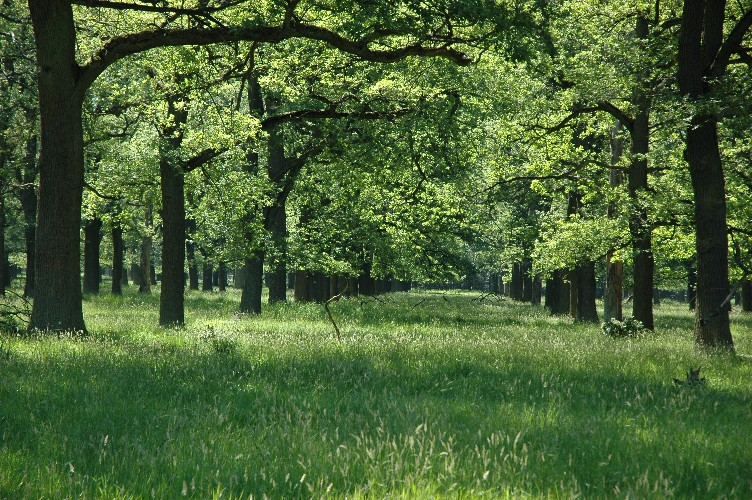
森の放牧地

ラインハルトの森は、大変に広大で、穏やかな起伏のある、極めて森の豊かな、ほとんど無人のブンテル砂岩の高地である。高さは約 200 m から最高 472.2 m までで、わずかに西に傾斜している。最も高い2つの山は、シュタウフェンベルク (472.2 m) とガーレンベルク (472.1 m) で、どちらも森に覆われている。
ラインハルトの森は、広さ200 km2以上で、ドイツで最も広い森林地域の1つであり、ドイツで最も人口の少ない地域の1つである。ヘッセン州内では最大の濃密な森林地域で、特にブナやオークが密集している。この他に広い森の放牧地もある。
この森の中はわずかな州道が通っているだけである。たとえば、自転車や乗り物でヘルマースハウゼン（バート・カールスハーフェン）からゴッツビューレンを経由してインメンハウゼン＝ホルツハウゼンまで北から南にこの森を縦断する場合、約 38 km の間ほぼ完全に人里から離れた細い道をたどることになる。南部ではしばしば直線のコースが現れる。この時、ゴッツビューレンの他には森の南端に当たるホルツハウゼンまで、集落はただの一つもない。森の北部をヴェーザールネサンス街道が、南部をドイツ・メルヘン街道（『いばら姫』ルート）が通っている。
ラインハルトの森を縦断すると道路からは比類のない森林風景を堪能することができる。数多くの駐車場が用意され、散策やワンデリングに供されている。休憩所には森の植生や動物あるいは歴史に関する情報ステーションが設けられている。

## 歴史
ラインハルトの森は帝国の森であった。皇帝ハインリヒ2世は、ヴェーザー川とディーメル川とにはさまれた北端部分をヘルマースハウゼン修道院に寄贈し、南部はパーダーボルン司教領とした。最初の入植は、ホーフガイスマーやヘルシュテレなどのような、川沿いからなされていった。そこからドングリを飼料にした放牧のために周辺の森林が開拓されていった。中世盛期にはシェーネベルク家がヴィンツェンブルク伯からラインハルトの森のレーエン権を得た。初期の開拓期に彼らは当時は森の中であったディーメル川沿いの場所に村を造ることについてダッセル伯から承認を得た。こうして林地村が形成された。しかし、先行する入植地に比べて不利な位置条件 や創設した領主の衰退などによりこれらは廃村となっていった。ヘッセン方伯ハインリヒ1世は1305年に森を買い戻し、1355年には残った部分もヘッセン方伯に担保として差し出された。この森の領地は永く保持され、歴代領主、特にフィリップ寛大伯に愛される狩場となった。
ラインハルトの森の中および周辺では何世紀にもわたって鉱山が営まれてきた。ガーレンベルクにおける褐炭採掘（1842年から1970年まで採掘がなされていた）は、ヘッセン＝カッセル方伯ヴィルヘルム4世の時代、1575年から既に行われていたことを示す証拠がある。ハン・ミュンデンのガラス工房で用いられたミョウバンや石英砂の古くからの産出についても証明されている。1592年頃にはインメンハウゼン＝ホルツハウゼンの労働者組合について文献に記録されている。1611年から1666年にかけての時代以降鉱山採掘に関するさらなる資料が現れる。
広い森の放牧地や古い農場と農家はラインハルトの森における農業の伝統を伝えている。

### 物語
ラインハルトの森の起源に関して数多くの物語が創られた。ここではそのうち最も有名な2つを紹介する。
ヴァリアント1: ラインハルト伯は賭博好きの大酒飲みであった。ある晩、彼はパーダーボルン司教と賭博をした。そして有り金をすべて失った彼は領地を賭け、これも失った。彼は司教に慈悲を乞い、次の収穫まで待ってもらうこととし、ここにオークの種を播いた。この有名なヴァリアントは劇団によって上演されてもいる。
ヴァリアント2: ラインハルト伯は深い森に囲まれた村を治めていたが、恐喝と強盗により死罪判決を受けた。彼の懇願により裁判所は死の前に農場を手入れし、収穫の歓びを味わうことを許した。狡猾な伯は村と農場を破壊し、オークの種を播いた。オークが最初のドングリをつける頃、彼はとっくの昔に亡くなっていた。こうしてラインハルトの森ができあがったのである。

## 見所

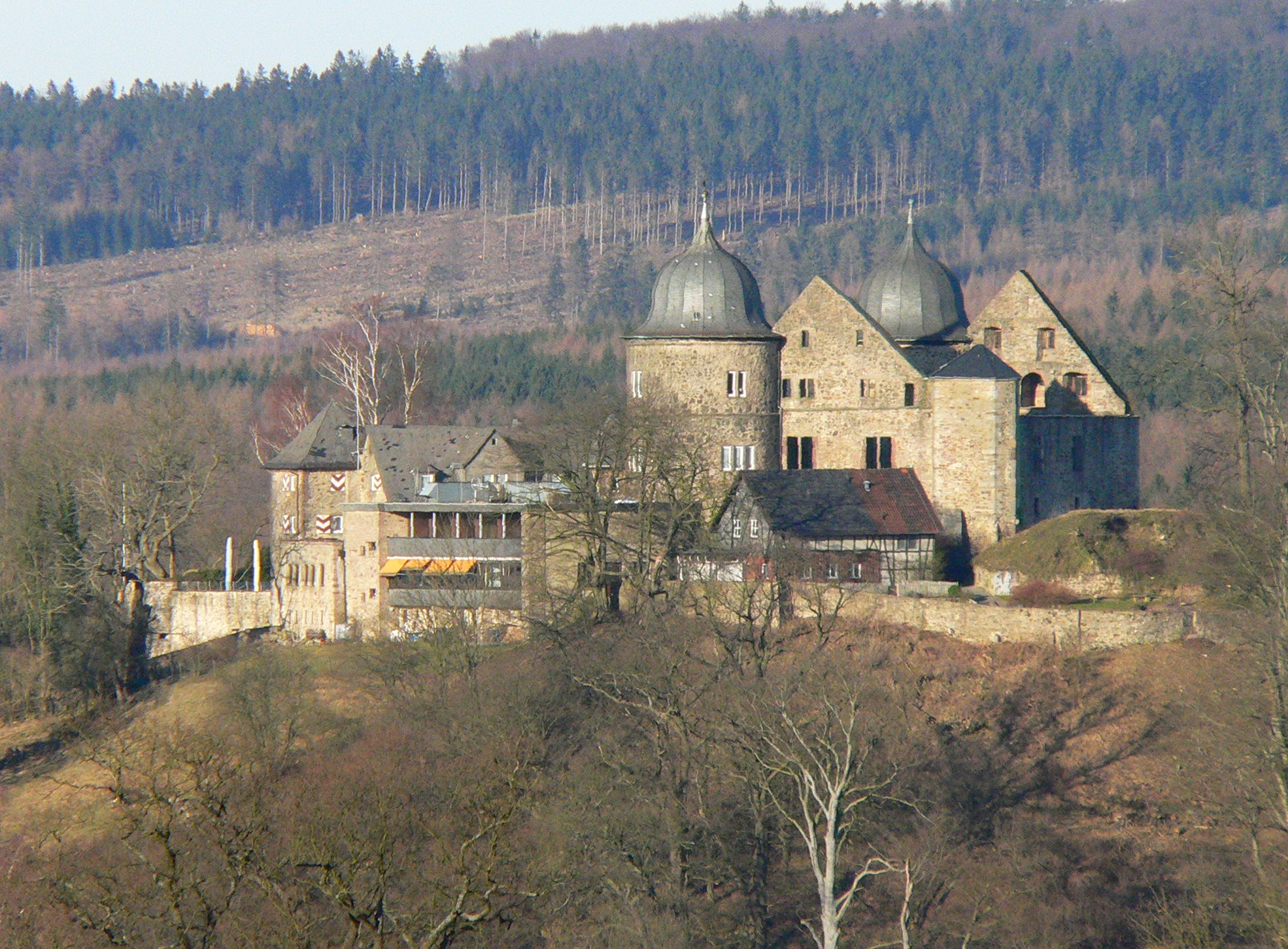
『いばら姫』の城、ザーバブルク城

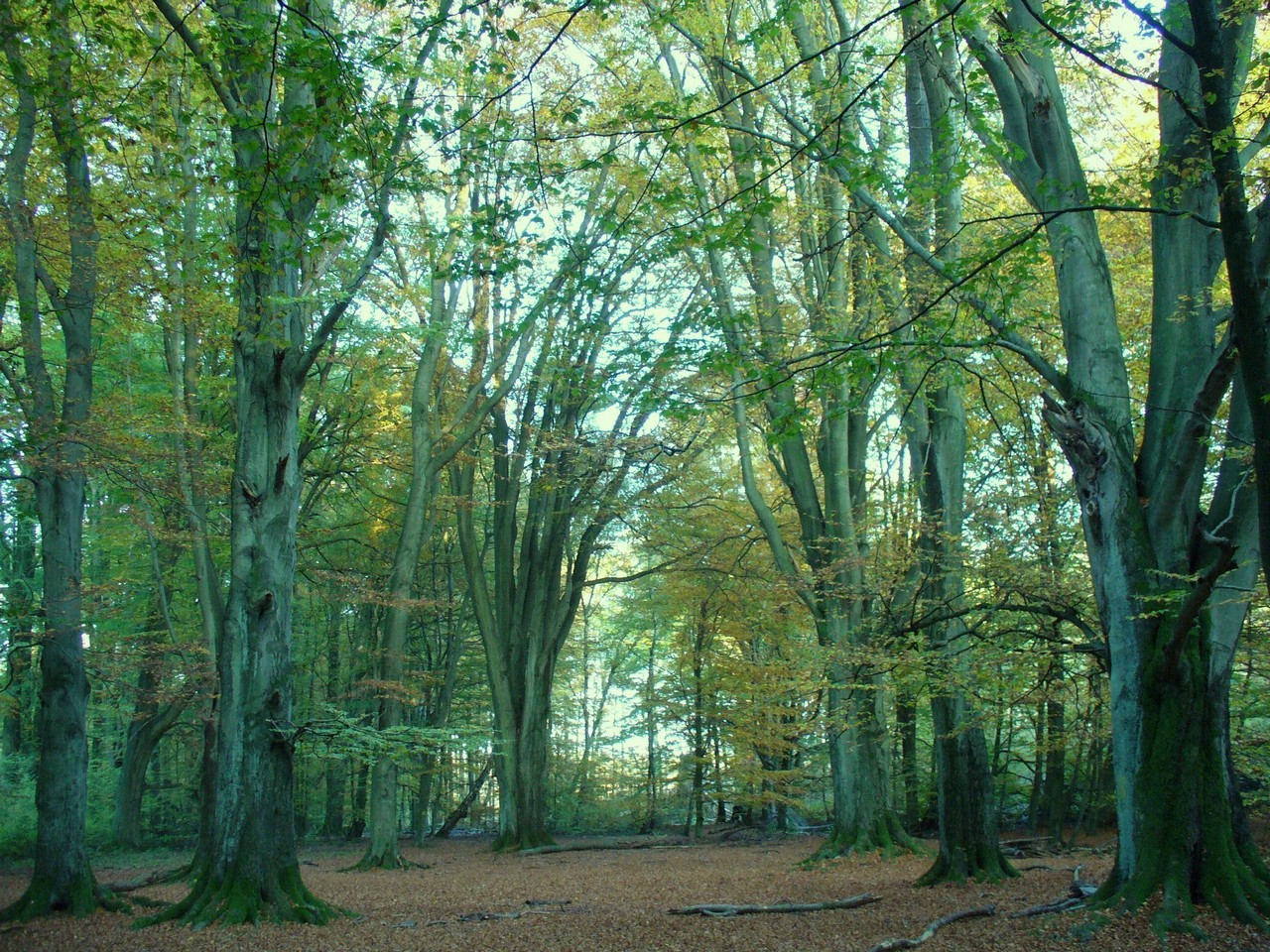
ウーアヴァルト・ザーバブルク

ラインハルトの森で最も有名なハイキング・スポットは間違いなく『いばら姫』の城、ザーバブルク城である。ここにはザーバブルク動物園も設けられている。その他には、ウーアヴァルト・ザーバブルク（ザーバブルク原始の森）自然保護区がザーバブルクとホーフガイスマー＝ベーバーベックとの間にある。ここでは長らく忘れられていた、すなわち原初の森の風景を見ることができる。ワンデリング客や自然愛好家は、印象深い森林風景を体感できる長大な径を歩くこともできる。たとえば、ヴァンダーヴェク・ヴィルトバーン（全長 210 km ある）などである。また、ホルツアーペ川沿いのサイクリング・ツアーもできる。このツアーではトレンデルブルク近郊のヴォルケンブリュッヘやヴュルマーゼン城にも立ち寄れる。ラインハルトの森の北端に当たるバート・カールスハーフェンやクルーケンブルク城も訪れる価値がある。クニックハーゲンには、かつてクニックハーゲン城があった。
- 森の中の径
- トレンデルブルク近郊のヴォルケンブリュッヘ
- ヴュルマーゼン城
- バート・カールスハーフェンの市庁舎
- クルーケンブルク城

## 山
ラインハルトの森の中やその支脈にある山や丘陵のうち主なものを列記する。かっこ内の高さはいずれも海抜である。
- シュタウフェンベルク (472.2 m)
- ガーレンベルク (472.1 m)
- ハーネベルク (460.8 m)
- ユンケルンコプフ (451.5 m)
- ミューレンベルク (439 m)
- ランゲンベルク (約 430 m)
- クライナー・シュタウフェンベルク（シュタウフェンベルクの南の峰 421 m）
- グローサー・ピンナッカー（ハーネベルクの東の峰 400 m）
- アールベルク (394.6 m)
- シュタインホイフェ (391.1 m)
- クノットベルク (366 m)
- オルベンベルク (371.1 m)
- パーペンケプフェ (367.8 m)
- シュタインコプフ・バイ・ヒルヴァルツハウゼン (353.2 m)

## 水
ラインハルトの森のすぐ東側を深い渓谷を刻んでヴェーザー川が流れ、南東のやはり深い渓谷をフルダ川が流れている。西には小さなエッセ川と北東にはディーメル川が流れている。この中低山地内を流れるのは数多くの小川の他、ホルツカーペ川、レムペ川、オスターバッハ川である。この他に多くの池や小さな沼がある。

## 集落
直接ラインハルトの森の中に位置する集落は以下のものがある。
- ゴッツビューレン
- ホーフガイスマー＝ベーバーベック

ラインハルトの森は以下の集落に取り囲まれている。
- 北: バート・カールスハーフェンとヘルマースハウゼン
- 東: オーバーヴェーザーとラインハルツハーゲン
- 西: ホムブレッセン
- 南西: インメンハウゼン

以下の集落はやや離れている。
- 西: グレーベンシュタイン、ホーフガイスマー、トレンデルブルク
- 南: カッセル

## ドキュメントフィルム
- Der Baum der Bäume. Geheimnisvolle Reise in die Welt der Eichen, Deutsche TV-Dokumentation von Herbert Ostwald, Deutschland 2004, 75 min – 中程にラインハルトの森の、フーテ・オークの老木が登場する。
- Der Reinhardswald, TV-Dokumentation von Simone Jung, Deutschland 2005 - この映像は、森で林業によって暮らす人の生活を扱っている。ザーバブルク城とその修復もテーマになっている。

## 引用
1. ↑  WRRL Hessen Archived 2009年6月1日, at the Wayback Machine.
2. ↑  Westfälische Zeitschrift, Band 90, 1934, p. 172
3. ↑  Albert Fraustadt: Geschichte des Geschlechtes von Schönberg Meissnischen Stammes, Band 1, 1869, pp. 566 -
4. ↑  Friedrich Pfaff: Geschichte der Stadt Hofgeismar, 1938, p. 34
5. ↑  Andreas Reuschel: Hagenhufensiedlungen oder „Hägerhufensiedlungen“ in der Ithbörde?, 2010, pp. 60 -
6. ↑  Andreas Reuschel: Hagenhufensiedlungen oder „Hägerhufensiedlungen“ in der Ithbörde?, 2010, p. 244
7. ↑  Clemens Dasler: Forst und Wildbann im frühen deutschen Reich, 2001, p. 171